# جان تامپسون (شرکت)
جان تامپسون لیمیتد (به انگلیسی: John Thompson Limited) یک شرکت بزرگ مهندسی بریتانیایی مستقر در ولورهمپتون بود که در سال‌های پایانی فعالیت خود، محصولاتی را برای صنعت مهندسی هسته‌ای نیز ارائه می‌داد.

## تاریخچه
این شرکت توسط ویلیام تامپسون، در حدود سال ۱۸۲۰، در ولورهمپتون، به‌عنوان یک شرکت مهندسی عمومی تأسیس شد.  در سال ۱۸۵۰، این کسب‌وکار به برادر ویلیام، استفن، و در سال ۱۸۶۰، به پسر ویلیام، جان، رسید. طی ده سال، شرکت تمرکز خود را بر تولید دیگ‌های بخار قرار داد.
تا سال ۱۹۱۴، این شرکت به کسب‌وکار تولید ماشین‌های پرسکاری گسترش یافته بود. در طول جنگ جهانی اول، این شرکت برای هواپیماهای ساپ‌ویث پوشش محافظ (کاولینگ) تولید می‌کرد و در جنگ جهانی دوم، برای هواپیماهای اسپیت‌فایر و هاریکن، ملخ‌های هوانوردی می‌ساخت.
در دهه ۱۹۵۰، این شرکت به‌عنوان بخشی از یک کنسرسیوم با AEI، قرارداد تأمین بویلرها و مخازن تحت فشار راکتور برای نیروگاه هسته‌ای برکلی را دریافت کرد.
در سال ۱۹۷۰، این کسب‌وکار توسط کلارک چاپمن خریداری شد و در سال ۲۰۰۴، کارخانه آن در اتینگشال تعطیل شد.